# André Deed
André Deed, pseudonimo di Henri André Augustin Chapais (Le Havre, 22 febbraio 1879 – Parigi, 4 ottobre 1940), è stato un attore, regista e sceneggiatore francese, famoso per aver interpretato il personaggio comico Cretinetti.
Il nome del personaggio, sempliciotto e ridicolo, è divenuto per antonomasia un termine scherzoso e attenuato per indicare un cretino.

## Biografia
Dopo aver frequentato il liceo a Nizza, intraprese la carriera di cantante e acrobata circense. Conobbe poi il regista Georges Méliès che lo assunse per conto della casa cinematografica Pathé, con la quale esordì nel 1901, e interpretò alcuni cortometraggi in ruoli secondari.
A partire dal 1906 interpretò una serie di cortometraggi come protagonista nel ruolo del comico personaggio di Boireau, da lui creato.
Divenuto il comico di punta della Pathé, nel 1908 si trasferì in Italia dove venne assunto dalla Itala Film di Torino e dove incontra l'attrice Valentina Frascaroli sua futura moglie. Per il cinema muto italiano interpretò oltre 90 cortometraggi dal 1909 al 1911, e dal 1915 al 1920, recitando nel ruolo di Cretinetti, personaggio che lo rese popolare in tutta Europa. Prima di lasciare l'Italia creò un progetto di grande lungometraggio in tre parti, che riuscirà a completare solo parzialmente. Nel 1920 la prima parte del progetto, Il documento umano, e nel 1921 la seconda, L'uomo meccanico. Il tema è quello del fantastico-fantascientifico, con un robot indistruttibile che finisce però solo per creare danni. L'ultima parte di questa trilogia si sarebbe dovuta intitolare Gli strani amori di Mado, ma per motivi non del tutto chiari non ebbe modo di realizzarsi.
Ritornò definitivamente in Francia agli inizi degli anni venti, periodo in cui ottenne raramente ruoli da protagonista, in quanto ormai da qualche anno il genere comico era in crisi. La sua partecipazione a Le nègre du rapide numéro 13 di Joseph Mandement è però da segnalare per l'ottima qualità del film di stampo libertario e antirazzista.
La successiva introduzione del cinema sonoro aggravò però ulteriormente il declino della carriera artistica di Deed, tanto che interpretò piccole parti in quei pochi film in cui egli prese parte.
Dal 1936 in poi interruppe anche queste sporadiche apparizioni e terminò la sua carriera lavorando come magazziniere negli studi cinematografici della Pathé, situati nel sobborgo parigino di Joinville-le-Pont.
Persino la sua morte passò quasi del tutto inosservata ed erroneamente segnalata da André Siscot come avvenuta nel 1938. In realtà documenti ufficiali attestano senza ombra di dubbio al 4 ottobre 1940 la data del decesso. Riposa nel cimitero di Thiais.

## Il personaggio di Cretinetti in altre lingue
- Francese: Boireau e Gribouille
- Inglese: Foolshead
- Portoghese: Turíbio
- Russo: Glupyuskin
- Spagnolo: Toribio
- Tedesco: Müller
- Ungherese: Lehmann

## Filmografia completa

### Attore
- Dislocation mystérieuses, regia di Georges Meliés (1901)
- Les échappes de Charenton, regia di Georges Méliès (1901)
- Le squelette merveilleux (1904)
- La course à la perruque, regia di Georges Hatot e André Heuzé (1906)
- Boireau déménage, regia di Georges Hatot (1906)
- Trois sous de poireaux, regia di Georges Hatot (1906)
- Le fils du diable fait la noce à Paris, regia di Charles-Lucien Lépine (1906)
- Les débuts d'un chauffeur, regia di Georges Hatot (1906)
- Idée d'apache, regia di Lucien Nonguet (1907)
- Les apprentissages de Boireau, regia di Albert Capellani e Georges Monca (1907)
- Not' fanfare concourt, regia di Albert Capellani (1907)
- Les Débuts d'un canotier, regia di Henri Gambart (1907)
- Boireau roi des voleurs, regia di Albert Capellani (1907)
- Boireau lutteur, regia di Albert Capellani (1907)
- Sculpteur moderne, regia di Segundo de Chomón (1908)
- Monsieur et Madame font du tandem (1908)
- L'apprenti architecte, regia di Henri Gambart (1908)
- Pédicure par amour, regia di Charles Decroix (1908)
- La maîtresse de piano, regia di Charles Decroix (1908)
- L'enlèvement d'Oscar (1908)
- Les tribulations du roi Tétaclaque, regia di Segundo de Chomón (1908)
- Le manuel du parfait gentleman, regia di Georges Monca (1908)
- Boireau a mangé de l'ail, regia di Georges Monca (1908)
- Boireau fait la noce (1908)
- Une douzaine d'oeufs frais, regia di Georges Monca (1908)
- Consultation improvisée (1908)
- Le chevalier mystère, regia di Segundo de Chomón (1908)
- Boireau - Deux vieux amis de collège, regia di Georges Monca (1908)
- Le foulard merveilleux, regia di Albert Capellani e Georges Monca (1908)
- Semelles de caoutchouc, regia di Georges Monca (1908)
- Un coeur trop enflammable, regia di Georges Monca (1908)
- Voyage de Boireau, regia di Albert Capellani  (1908)
- L'homme aux trente-six chutes (1908)
- Boireau émigrant, regia di Albert Capellan (1908)
- Le suicide de Boireau (1909)
- Le creazioni svariate di Cretinetti (1909)
- Il portafortuna, regia di Giovanni Tomatis (1909)
- Cretinetti re dei poliziotti (1909)
- Boireau perdu par les femmes (1909)
- Boireau n'est pas mort (1909)
- Boireau fiancé (1909)
- Cretinetti si vuol suicidare (1909)
- Cretinetti cerca un duello (1909)
- La palla di neve (1909)
- Cretinetti sulle Alpi (1909)
- L'homme-singe, regia di Georges Monca (1909)
- I pantaloni di Cretinetti (1909)
- Cretinetti re dei ladri (1909)
- Cretinetti lottatore (1909)
- Come Cretinetti paga i debiti (1909)
- Cretinetti fra il celibato e il matrimonio (1909)
- Cretinetti sportman per amore (1909)
- Cretinetti ha ingoiato un gambero (1909)
- Cretinetti eroe (1909)
- Le due ordinanze (1909)
- Cretinetti che bello! (1909)
- La fidanzata di Cretinetti (1909)
- Cretinetti è di sortita (1909)
- Dramma in un albergo (1909)
- Cretinetti ficcanaso (1909)
- Cretinetti ha rubato un tappeto (1909)
- Cretinetti ceremonioso (1909)
- Il Natale di Cretinetti (1909)
- Cretinetti in visita (1909)
- Cretinetti alla guerra, regia di Giovanni Tomatis (1909)
- Cretinetti al bagno, regia di Giovanni Tomatis (1909)
- Cretinetti antialcoolista (1910)
- Le delizie della caccia (1910)
- Cretinetti è timido  (1910)
- Il delitto di Cretinetti (1910)
- Cretinetti riceve (1910)
- Cretinetti al ballo (1910)
- Gli sport alla moda (1910)
- Cretinetti re dei giornalisti (1910)
- Sono io forse impazzito? (1910)
- Cretinetti vuol sposare la figlia del padrone, regia di Giovanni Tomatis (1910)
- Cretinetti va a bottega, regia di Giovanni Tomatis (1910)
- I tre fratelli (1910)
- Cretinetti finto frate (1910)
- Cretinetti impara il salto mortale (1910)
- Cretinetti sposo suo malgrado (1910)
- Cretinetti facchino (1910)
- Cretinetti compera due soldi di patate (1910)
- Cretinetti distratto (1910)
- Il candidato femminista (1910)
- Cretinetti troppo bello (1910)
- Cretinetti si batte al cannone (1910)
- Moriamo assieme! (1910)
- Cretinetti chauffeur (1910)
- Cretinetti nella gabbia dei leoni (1910)
- Cretinetti poliziotto (1910)
- Cretinetti impiegato di banca (1910)
- Cretinetti e il pallone (1910)
- Cretinetti pescatore (1910)
- Cretinetti fra due fuochi (1910)
- Cretinetti volontario della Croce Rossa (1910)
- Cretinetti sa tutto e fa tutto (1910)
- Cretinetti vittima della sua onestà (1910)
- Cretinetti sa prendere le sue precauzioni (1910)
- Cretinetti è un gentleman (1910)
- Come fu che l'ingordigia rovinò il Natale a Cretinetti (1910)
- Cretinetti rompe tutto (1910)
- Cretinetti fra gli indiani (1910)
- Cretinetti e le donne (1910)
- Cretinetti ciclista imatatore del Giro di Francia (1910)
- Cretinetti ispettore per l'igiene (1911)
- Cretinetti inventore, regia di Giovanni Tomatis (1911)
- La festa di Cretinetti, regia di Oreste Mentasti (1911)
- Una strana avventura di Cretinetti (1911)
- Cretinetti al cinematografo (1911)
- Il regalo di Cretinetti (1911)
- Cretinetti più del solito (1911)
- Cretinetti a caccia (1911)
- Cretinetti in soirée (1911)
- Cretinetti assiste ad un combattimento di galli (1911)
- Cretinetti dama di compagnia (1911)
- Cretinetti attaccabrighe per amore (1911)
- Cretinetti fattorino telegrafico (1911)
- Cretinetti ha smarrito un ago (1911)
- Cretinetti e l'ago (1911)
- Le due innamorate di Cretinetti (1911)
- Cretinetti agente di assicurazione (1911)
- Cretinetti sonnambulo (1911)
- Cretinetti geloso (1911)
- Cretinetti domestico (1911)
- I tacchi di Cretinetti (1911)
- L'ultima monelleria di Cretinetti (1911)
- Cretinetti mannequin (1911)
- Cretinetti ha o non ha la licenza? (1911)
- Cretinetti ipnotizzatore (1911)
- Cretinetti s'incarica del trasloco (1911)
- Cretinetti ospite modello (1911)
- Cretinetti vuol romperla ad ogni costo (1911)
- Cretinetti in vacanza (1911)
- Cretinetti protettore dell'innocenza (1911)
- Il Natale di Cretinetti (1911)
- Cretinetti: Poolshead's Last Roundup (1911)
- Les confitures de Boireau (1912)
- Le vengeance de Boireau (1912)
- Boireau veut se débarrasser de sa belle-mère (1912)
- Boireau veut être élégant (1912)
- Boireau fille de ferme (1912)
- Boireau et la gigolette (1912)
- Boireau et la fille du voisin (1912)
- Boireau et la demi-mondaine (1912)
- Boireau et Gribouillette s'amusent (1912)
- Boireau en mission scientifique (1912)
- Boireau enfant d'adoption (1912)
- Boireau cuirassier (1912)
- Boireau courtier d'assurances (1912)
- Boireau au harem, regia di Henri Gambart (1912)
- Il sestuplo duello di Cretinetti (1912)
- Gribouille redevient Boireau (1912)
- Boireau à l'école (1912)
- Boireau protecteur de la police (1912)
- Boireau domestique (1912)
- Boireau magistrat (1912)
- La fête de Boireau (1912)
- Boireau huissier (1912)
- Boireau, roi de la boxe (1912)
- Boireau se venge (1912)
- Escamillo a le ver solitaire, regia di Segundo de Chomón (1912)
- Les fiançailles de Boireau (1913)
- Boireau victime de sa probité (1913)
- Boireau s'expatrie (1913)
- Boireau professeur du maintien (1913)
- Boireau pris pour Gribouille (1913)
- Boireau pendu par amour (1913)
- Boireau et les deux policemen (1913)
- Boireau et le casque colonial (1913)
- Boireau est fort au billard (1913)
- Boireau en voyage (1913)
- Boireau enlève la Bohémienne, regia di Henri Gambart (1913)
- Boireau dame de compagnie, regia di Henri Gambart (1913)
- Boireau cherche sa femme (1913)
- Boireau champion de cross-country (1913)
- Boireau bonhomme de pain d'épice, regia di Henri Gambart (1913)
- Les incohérences de Boireau, regia di Henri Gambart (1913)
- Boireau à la pêche (1913)
- Boireau sauveteur (1913)
- Boireau danseur de corde (1913)
- Leo's Vacation (1913)
- Leo's Love Letter (1913)
- Nervous Leo (1913)
- Boireau spadassin (1913)
- Boireau empoisonneur (1913)
- Leo's Waterloo (1913)
- Boireau fait des conquêtes (1913)
- Leo Makes Good (1913)
- Just for Luck (1913)
- Leo's Great Cure (1913)
- Leo, the Indian (1913)
- André Deed veut être comique (1913)
- Une extraordinaire aventure de Boireau (1914)
- Les maladresses de Boireau (1914)
- Les émotions de Gribouillette (1914)
- Les caprices de Gribouillette (1914)
- Le rocking-chair de Boireau (1914)
- Le Noël de Gribouillette (1914)
- La ruse de Gribouillette (1914)
- La pipe de Boireau (1914)
- La fugue de Gribouillette (1914)
- L'indienne à Boireau (1914)
- Gribouillette et l'oncle Dufroussard (1914)
- Gribouillette dactylographe (1914)
- Gribouillette (1914)
- Boireau et l'appareil électrique (1914)
- Boireau enragé fumeur (1914)
- Boireau, statue par amour (1914)
- Boireau sert les maçon (1914)
- L'âne de Gribouillette (1915)
- Je te présente ma cousine (1915)
- Gribouillette fiancée d'une heure (1915)
- Boireau somnambule (1915)
- Cretinetti avvelenatore (1915)
- La paura degli aeromobili nemici (1915)
- Les trente-six métiers de Boireau (1916)
- La frusta di Cretinetti (1916)
- L'insaisissable Boireau (1916)
- Il metodo di Cretinetti per la rigenerazione l'umanità (1916)
- La résurrection de Boireau (1916)
- Cretinetti e gli stivali del Brasiliano (1916)
- Il documento umano (1920)
- Il femminista (1920)
- Cretinetti al buio (1920)
- L'uomo meccanico (1921)
- Tao, regia di Gaston Ravel (1923)
- Le nègre du rapide numéro 13, regia di J. Mandement (1923)
- Phi-Phi, regia di Georges Pallu (1927)
- Miss Helyett, regia di Maurice Kéroul e Georges Monca (1928)
- Graine au vent, regia di Maurice Kéroul e Jacques Mills (1929)
- Le Rosier de Madame Husson, regia di Bernard Deschamps (1932)
- Affaire classée, regia di Charles Vanel (1932)
- Monsieur de Pourceaugnac, regia di Tony Lekain e Gaston Ravel (1932)
- Léon tout court, regia di Joe Francis (1932)
- Les frères Delacloche, regia di Maurice Kéroul e Jean Mugeli (1936)
- La rose effeuillée, regia di George Pallu (1937)
- Coeur de gosse, regia di George Pallu (1938)

### Regista
- Cretinetti cerca un duello (1909)
- Cretinetti sulle Alpi (1909)
- Cretinetti che bello! (1909)
- Il delitto di Cretinetti (1910)
- Cretinetti re dei giornalisti (1910)
- Cretinetti impara il salto mortale (1910)
- Cretinetti nella gabbia dei leoni (1910)
- Cretinetti impiegato di banca (1910)
- Cretinetti e il pallone (1910)
- Cretinetti fra due fuochi (1910)
- Cretinetti vittima della sua onestà (1910)
- Cretinetti: Poolshead's Last Roundup (1911)
- La vengeance de Boireau (1912)
- Boireau fille de ferme (1912)
- Boireau et la gigolette (1912)
- Boireau et la fille du voisin (1912)
- Boireau et la demi-mondaine (1912)
- Boireau et Gribouillette s'amusent (1912)
- Gribouille redevient Boireau (1912)
- Boireau à l'école (1912)
- Boireau magistrat (1912)
- La fête de Boireau (1912)
- Boireau huissier (1912)
- Boireau se venge (1912)
- Leo's Vacation (1913)
- Leo's Love Letter (1913)
- Nervous Leo (1913)
- Leo Makes Good (1913)
- Just for Luck (1913)
- Leo's Great Cure (1913)
- Leo, the Indian (1913)
- Les émotions de Gribouillette (1914)
- Les caprices de Gribouillette (1914)
- Le Noël de Gribouillette (1914)
- La ruse de Gribouillette (1914)
- La fugue de Gribouillette (1914)
- Gribouillette et l'oncle Dufroussard (1914)
- Gribouillette dactylographe (1914)
- Gribouillette (1914)
- Boireau sert les maçon (1914)
- L'âne de Gribouillette (1915)
- Je te présente ma cousine (1915)
- Gribouillette fiancée d'une heure (1915)
- La paura degli aeromobili nemici (1915)
- La frusta di Cretinetti (1916)
- Il metodo di Cretinetti per la rigenerazione l'umanità (1916)
- Cretinetti e gli stivali del Brasiliano (1916)
- Il documento umano (1920)
- Il femminista (1920)
- L'uomo meccanico (1921)

### Scrittore
- L'uomo meccanico (1921)